# Adam Jasser
Adam Świętosław Jasser (ur. 10 listopada 1965 w Warszawie) – polski dziennikarz i urzędnik państwowy. W latach 2010–2013 minister w Kancelarii Prezesa Rady Ministrów, w latach 2014–2016 prezes Urzędu Ochrony Konkurencji i Konsumentów.

## Życiorys
Ukończył filologię angielską na Uniwersytecie Warszawskim, a także kurs zarządzania w Michigan Business School.
Od 1991 do 2009 zawodowo związany z Agencją Reutera. Do 1996 był warszawskim korespondentem i szefem polskiego serwisu ekonomicznego. Później stał na czele oddziału w Helsinkach, pracował jako redaktor w londyńskiej centrali, w latach 2001–2004 kierował biurem we Frankfurcie, zajmującym się tematyką gospodarczą. Później pełnił funkcję szefa redakcji na rejon Europy Środkowej, Bałkanów i Turcji. Po odejściu z tej agencji prasowej został dyrektorem programowym w fundacji DemosEuropa.
1 marca 2010 premier Donald Tusk powołał go na stanowisko podsekretarza stanu w Kancelarii Prezesa Rady Ministrów, następnie 9 marca powierzył obowiązki sekretarza Rady Gospodarczej przy prezesie Rady Ministrów. 24 listopada 2011 został powołany na stanowisko wiceprzewodniczącego Komitetu Stałego Rady Ministrów. 21 marca 2013 został sekretarzem stanu w KPRM. 28 marca 2013 został wiceprzewodniczącym Zespołu ds. Programowania Prac Rządu, 18 marca 2014 powołano go (z dniem 20 marca) na stanowisko prezesa UOKiK. 21 stycznia 2016 został odwołany z tego stanowiska, zakończył urzędowanie 12 maja 2016.
Objął później funkcję zastępcy dyrektora Centrum Studiów Antymonopolowych i Regulacyjnych na UW. W 2024 został wicedyrektorem stacji telewizyjnej TVP World.

## Życie prywatne
Mąż biolog Iwony Jasser.